# Überkinger Sauerquellen

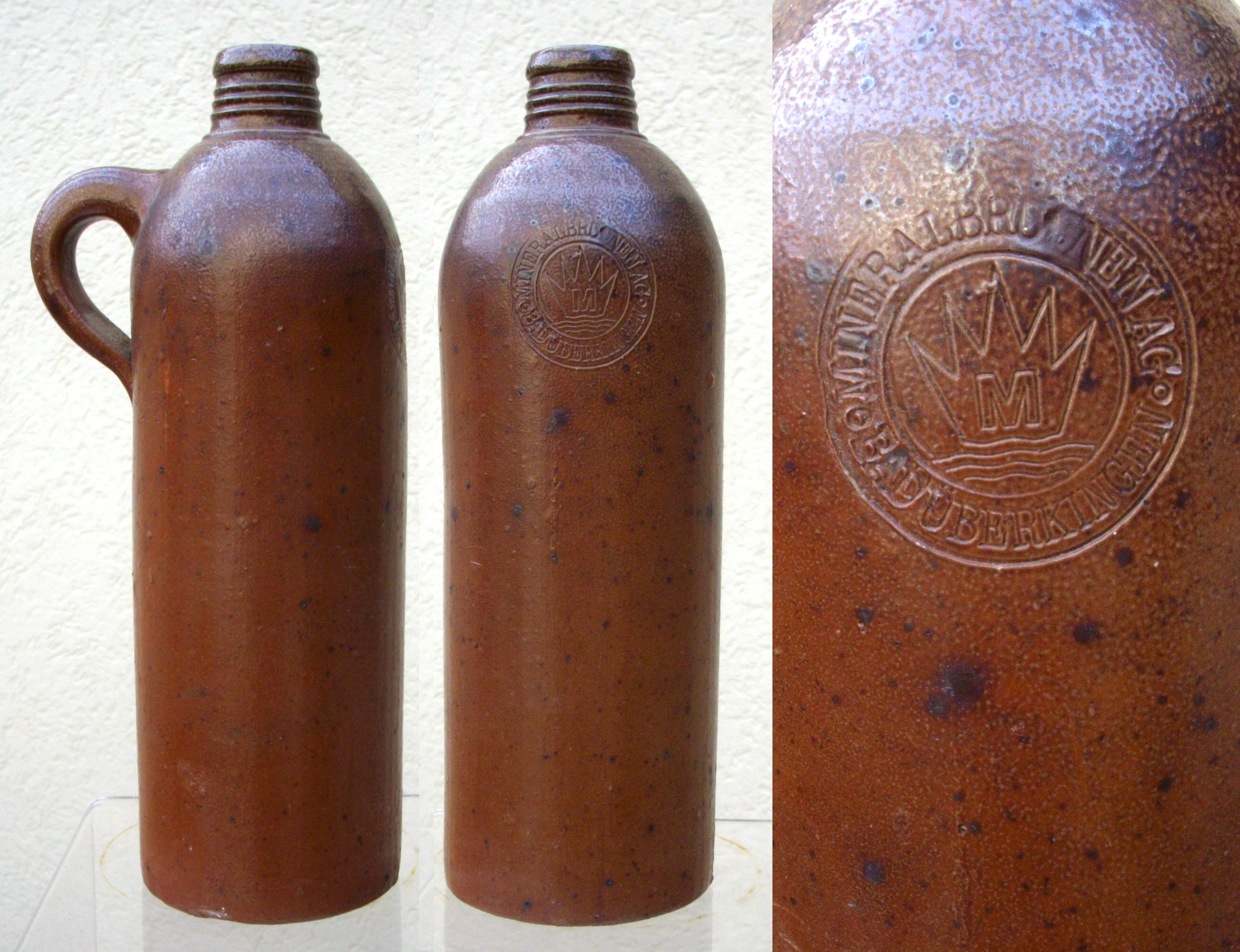
Mineralwasserflasche "Überkinger", frühes 20. Jahrhundert

Die Überkinger Sauerquellen sind in Bad Überkingen im oberen Filstal dem Weißen Jura der Schwäbischen Alb entspringende Quellen.
Das Wasser dieser Quellen ist reich an Kohlendioxid („Kohlensäure“) sowie an verschiedenen Mineralien und Spurenelementen. Als Mineralwasser amtlich anerkannt, wird es – gemäß der Mineral- und Tafelwasserverordnung – direkt vor Ort an der Quelle derzeit von der Überkinger GmbH abgefüllt.
Die Geschichte der Überkinger Sauerquellen reicht weit zurück: Bereits im 12. Jahrhundert wurden die Quellen genutzt, 1415 sind sie erstmals urkundlich genannt.